# بلانة (نصر النوبة)
قرية بلانة هي إحدى القرى التابعة لمركز نصر النوبة في محافظة أسوان في جمهورية مصر العربية.